# 阿兹米·阿布巴卡
阿兹米·阿布巴卡（1972年3月3日—），印度尼西亚活动家，房地产商。

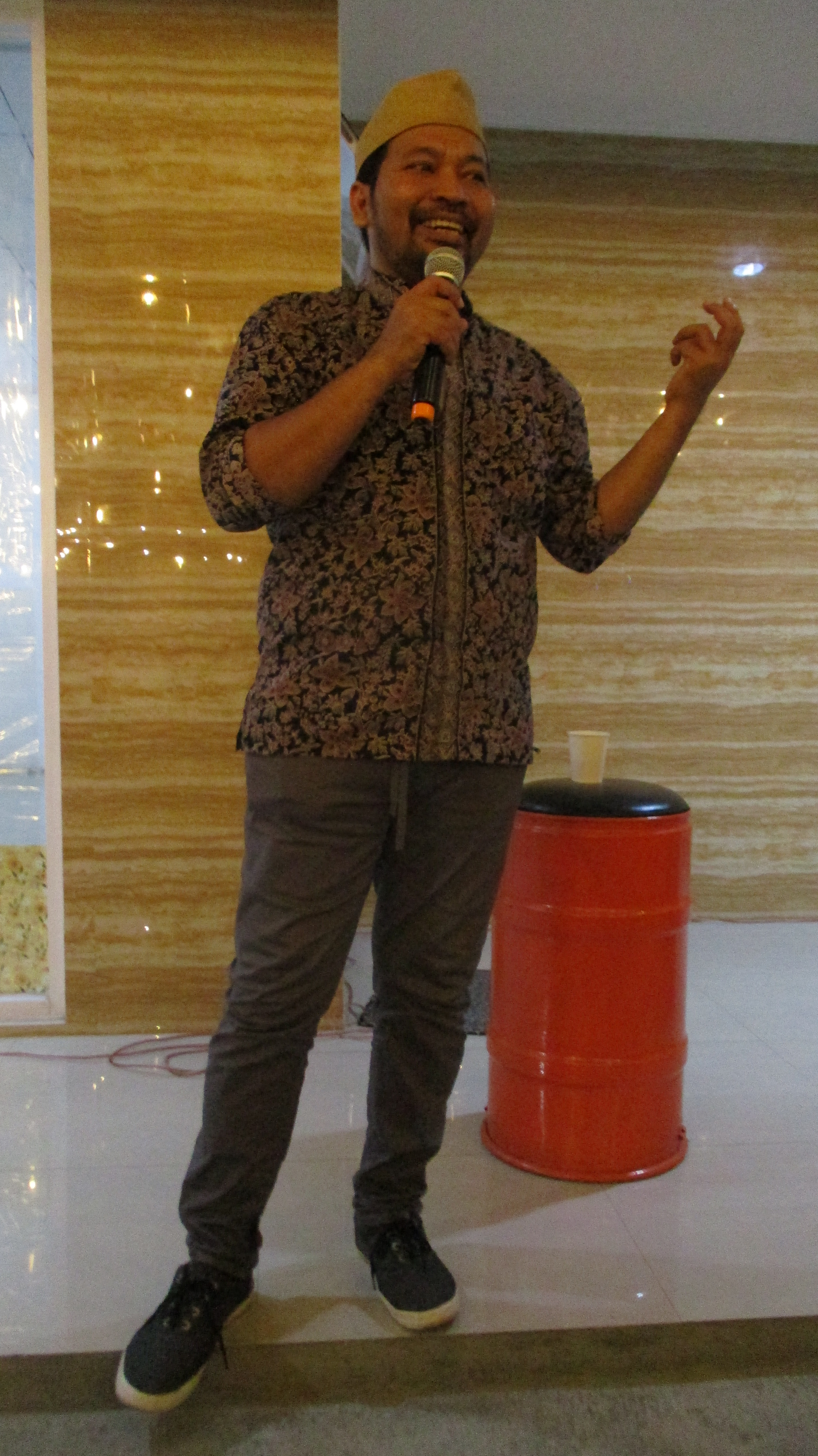
2022年的阿兹米·阿布巴卡尔

## 生平
阿兹米·阿布巴卡1972年3月3日出生在印度尼西亚亚齐省，曾就读于印度尼西亚理工学院，并于1993年至1995年间成为雅加达的一名活动人士。他在经历黑色五月暴动后在万丹省南丹格朗创建了印尼土生华人图书博物馆。与他的出生地实行伊斯蘭教法相反，他作为印度尼西亚团结党（PSI）的候选人参加竞选，该党实际上反对伊斯兰教法，并支持消除对印尼华人的歧视。阿兹米·阿布巴卡曾获印华百家姓协会赐名“林世明”（译音）。